# Kemal Bourhani
Kemal Bourhani, né le 13 septembre 1981 à Paris en France, est un footballeur international comorien qui a évolué au poste d'avant-centre. Il possède également la nationalité française.

## Biographie
Il grandit en France sans pour autant oublier ses îles d'origines, les Comores, où il passe la majorité de ses vacances. 
Formé à Guingamp, Kemal Bourhani ne s'impose pas dans le club de Noël Le Graët, même s'il laisse entrevoir un très grand potentiel lors des 21 rencontres qu'il dispute en Division 1 sous l'ère Guy Lacombe. 
Deux saisons plus tard, il décide de rejoindre Lorient, pour glaner du temps de jeu, mais également séduit par le discours de Christian Gourcuff. Il est la très bonne surprise de la saison lorientaise : Bourhani finit meilleur buteur de son club avec 10 réalisations en seulement 23 matches. À 25 ans, cet attaquant longiligne et très technique, est annoncé comme une des révélations de la saison 2006-2007. 
Lors de la saison 2007-2008, il est longtemps blessé ; il refait quelques apparitions lors de la deuxième partie de saison, bénéficiant des blessures de Marama Vahirua, Ulrich Le Pen ou encore Rafael Moura. Malheureusement, Christian Gourcuff ne lui fait pas confiance. 
En juin 2008, il signe pour deux saisons à Vannes, en Ligue 2.Il participe notamment à l'épopée du Voc en coupe de la ligue lors de la saison 2008/2009.
Le 31 mai 2011, il s'engage en National avec l'AS Beauvais. Après deux saisons au club et une descente en CFA, il décide d'arrêter sa carrière, le 15 septembre 2012, à 31 ans, à la suite de blessures récurrentes.
Kemal reprend sa carrière en août 2014 en signant à l'entente SSG en CFA.

## Statistiques

### Statistiques détaillées
| Saison                | Club                  | Championnat           | Championnat | Championnat | Championnat | Coupe nationale | Coupe nationale | Coupe nationale | Coupe de la Ligue | Coupe de la Ligue | Coupe de la Ligue | Compétition(s) continentale(s) | Compétition(s) continentale(s) | Compétition(s) continentale(s) | Compétition(s) continentale(s) | Comores | Comores | Comores | Total | Total | Total |
| Saison                | Club                  | Division              | M.          | B.          | P.d.        | M.              | B.              | P.d.            | M.                | B.                | P.d.              | Comp.                          | M.                             | B.                             | P.d.                           | M.      | B.      | P.d.    | M.    | B.    | P.d.  |
| 2001-2002             | EA Guingamp           | Division 1            | 2           | 0           | 0           | 2               | 0               | 0               | -                 | -                 | -                 | -                              | -                              | -                              | -                              | -       | -       | -       | 4     | 0     | 0     |
| 2002-2003             | EA Guingamp           | Ligue 1               | -           | -           | -           | 1               | 0               | 0               | -                 | -                 | -                 | -                              | -                              | -                              | -                              | -       | -       | -       | 1     | 0     | 0     |
| 2003-2004             | EA Guingamp           | Ligue 1               | 17          | 3           | 0           | -               | -               | -               | 1                 | 0                 | 0                 | CI                             | -                              | -                              | -                              | -       | -       | -       | 18    | 3     | 0     |
| 2004-2005             | EA Guingamp           | Ligue 2               | 13          | 2           | 0           | 2               | 1               | 1               | -                 | -                 | -                 | -                              | -                              | -                              | -                              | -       | -       | -       | 15    | 3     | 1     |
| Sous-total            | Sous-total            | Sous-total            | 32          | 5           | 0           | 5               | 1               | 1               | 1                 | 0                 | 0                 | -                              | -                              | -                              | -                              | -       | -       | -       | 38    | 6     | 1     |
| 2005-2006             | FC Lorient            | Ligue 2               | 23          | 10          | 0           | 2               | 0               | 0               | 1                 | 0                 | 0                 | -                              | -                              | -                              | -                              | -       | -       | -       | 26    | 10    | 0     |
| 2006-2007             | FC Lorient            | Ligue 1               | 13          | 0           | 0           | -               | -               | -               | -                 | -                 | -                 | -                              | -                              | -                              | -                              | -       | -       | -       | 13    | 0     | 0     |
| 2007-2008             | FC Lorient            | Ligue 1               | 11          | 1           | 0           | 1               | 0               | 0               | -                 | -                 | -                 | -                              | -                              | -                              | -                              | -       | -       | -       | 12    | 1     | 0     |
| Sous-total            | Sous-total            | Sous-total            | 47          | 11          | 0           | 3               | 0               | 0               | 1                 | 0                 | 0                 | -                              | -                              | -                              | -                              | -       | -       | -       | 51    | 11    | 0     |
| 2008-2009             | Vannes OC             | Ligue 2               | 25          | 0           | 1           | 3               | 0               | 0               | 5                 | 1                 | 0                 | -                              | -                              | -                              | -                              | -       | -       | -       | 33    | 1     | 1     |
| 2009-2010             | Vannes OC             | Ligue 2               | 7           | 0           | 0           | 2               | 0               | 0               | -                 | -                 | -                 | -                              | -                              | -                              | -                              | -       | -       | -       | 9     | 0     | 0     |
| Sous-total            | Sous-total            | Sous-total            | 32          | 0           | 1           | 5               | 0               | 0               | 5                 | 1                 | 0                 | -                              | -                              | -                              | -                              | -       | -       | -       | 42    | 1     | 1     |
| 2011-2012             | AS Beauvais Oise      | National              | 11          | 0           | 0           | -               | -               | -               | -                 | -                 | -                 | -                              | -                              | -                              | -                              | 1       | 0       | 0       | 12    | 0     | 0     |
| 2012-2013             | AS Beauvais Oise      | CFA                   | 3           | 0           | 0           | -               | -               | -               | -                 | -                 | -                 | -                              | -                              | -                              | -                              | -       | -       | -       | 3     | 0     | 0     |
| Sous-total            | Sous-total            | Sous-total            | 14          | 0           | 0           | -               | -               | -               | -                 | -                 | -                 | -                              | -                              | -                              | -                              | 1       | 0       | 0       | 15    | 0     | 0     |
| 2014-2015             | Entente SSG           | CFA                   | 3           | 0           | 0           | -               | -               | -               | -                 | -                 | -                 | -                              | -                              | -                              | -                              | -       | -       | -       | 3     | 0     | 0     |
| Total sur la carrière | Total sur la carrière | Total sur la carrière | 128         | 16          | 1           | 13              | 1               | 1               | 7                 | 1                 | 0                 | -                              | -                              | -                              | -                              | 1       | 0       | 0       | 149   | 18    | 2     |

### Liste des matchs internationaux
| Matchs internationaux de Kemal Bourhani | Matchs internationaux de Kemal Bourhani | Matchs internationaux de Kemal Bourhani | Matchs internationaux de Kemal Bourhani | Matchs internationaux de Kemal Bourhani | Matchs internationaux de Kemal Bourhani | Matchs internationaux de Kemal Bourhani |
|                                         | Date                                    | Lieu                                    | Adversaire                              | Résultats                               | Compétitions                            | Notes                                   |
| --------------------------------------- | --------------------------------------- | --------------------------------------- | --------------------------------------- | --------------------------------------- | --------------------------------------- | --------------------------------------- |
| 1.                                      | 28 mars 2011                            | Stade du 26-Mars, Bamako, Mali          | Libye                                   | 3 - 0                                   | Éliminatoires de la CAN 2012            | Titulaire.                              |